# Luriecq
Luriecq [lyʁjɛk] ist eine französische Gemeinde mit 1.254 Einwohnern (Stand: 1. Januar 2022) im Département Loire in der Region Auvergne-Rhône-Alpes. Sie gehört zum Arrondissement Montbrison und zum Gemeindeverband Loire Forez Agglomération. Die Einwohner werden Luriecquois und Luriecquoises genannt.

## Geografie
Luriecq liegt etwa 23 Kilometer westlich von Saint-Étienne im Forez. Umgeben wird Luriecq von den Nachbargemeinden Chenereilles im Norden, Périgneux im Osten, La Tourette, Saint-Bonnet-le-Château und Saint-Nizier-de-Fornas im Süden, Estivareilles im Westen sowie Marols im Nordwesten.

## Bevölkerungsentwicklung
| Jahr                       | 1962 | 1968 | 1975 | 1982 | 1990 | 1999 | 2006 | 2017 |
| -------------------------- | ---- | ---- | ---- | ---- | ---- | ---- | ---- | ---- |
| Einwohner                  | 580  | 528  | 544  | 608  | 625  | 766  | 917  | 1311 |
| Quellen: Cassini und INSEE |      |      |      |      |      |      |      |      |

## Sehenswürdigkeiten
- Dolmen von Roche-Cubertelle, seit 1916 als Monument historique klassifiziert
- Kirche Saint-Irénée aus dem 16. Jahrhundert, seit 1973 als Monument historique klassifiziert

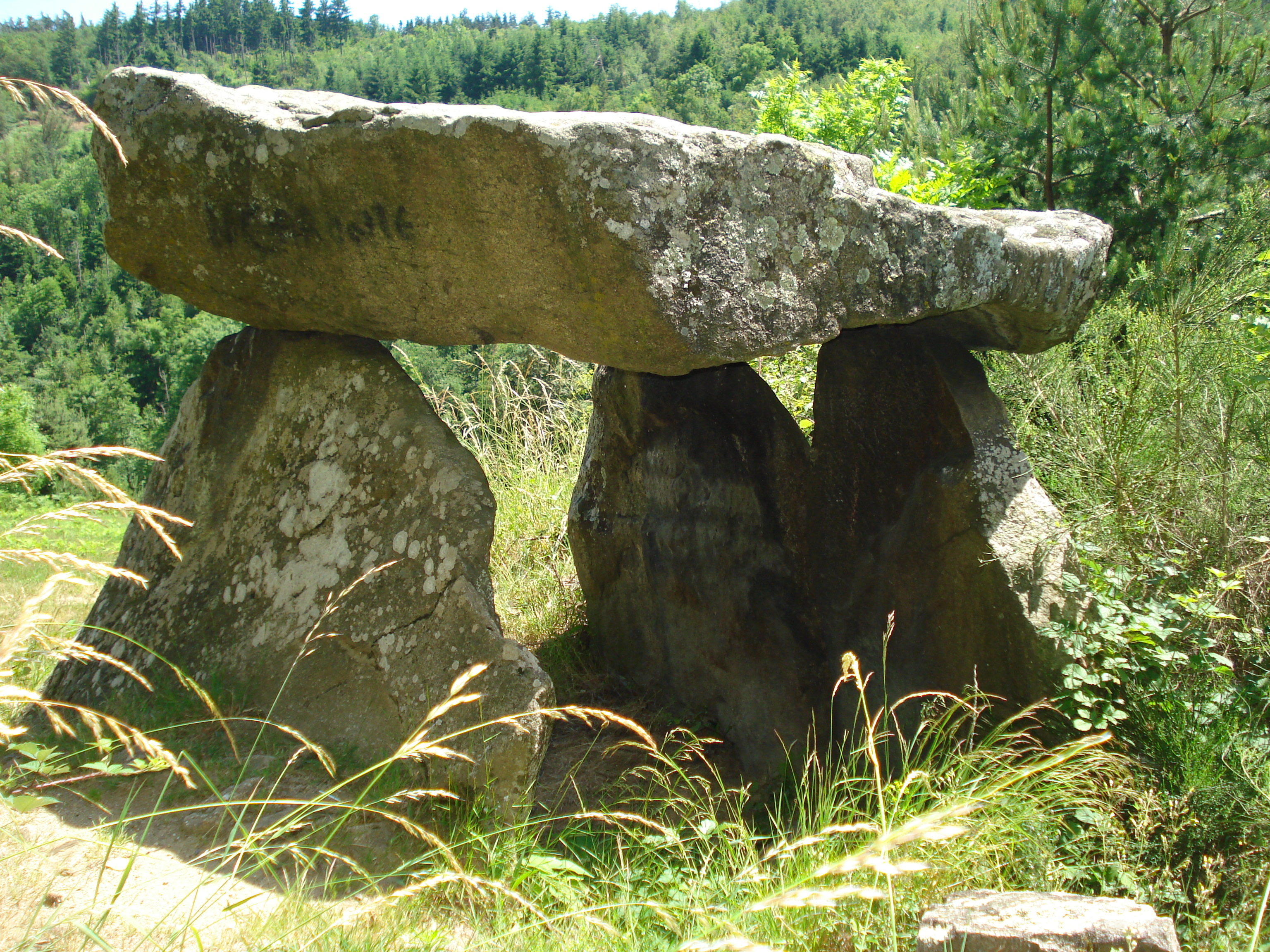
Dolmen
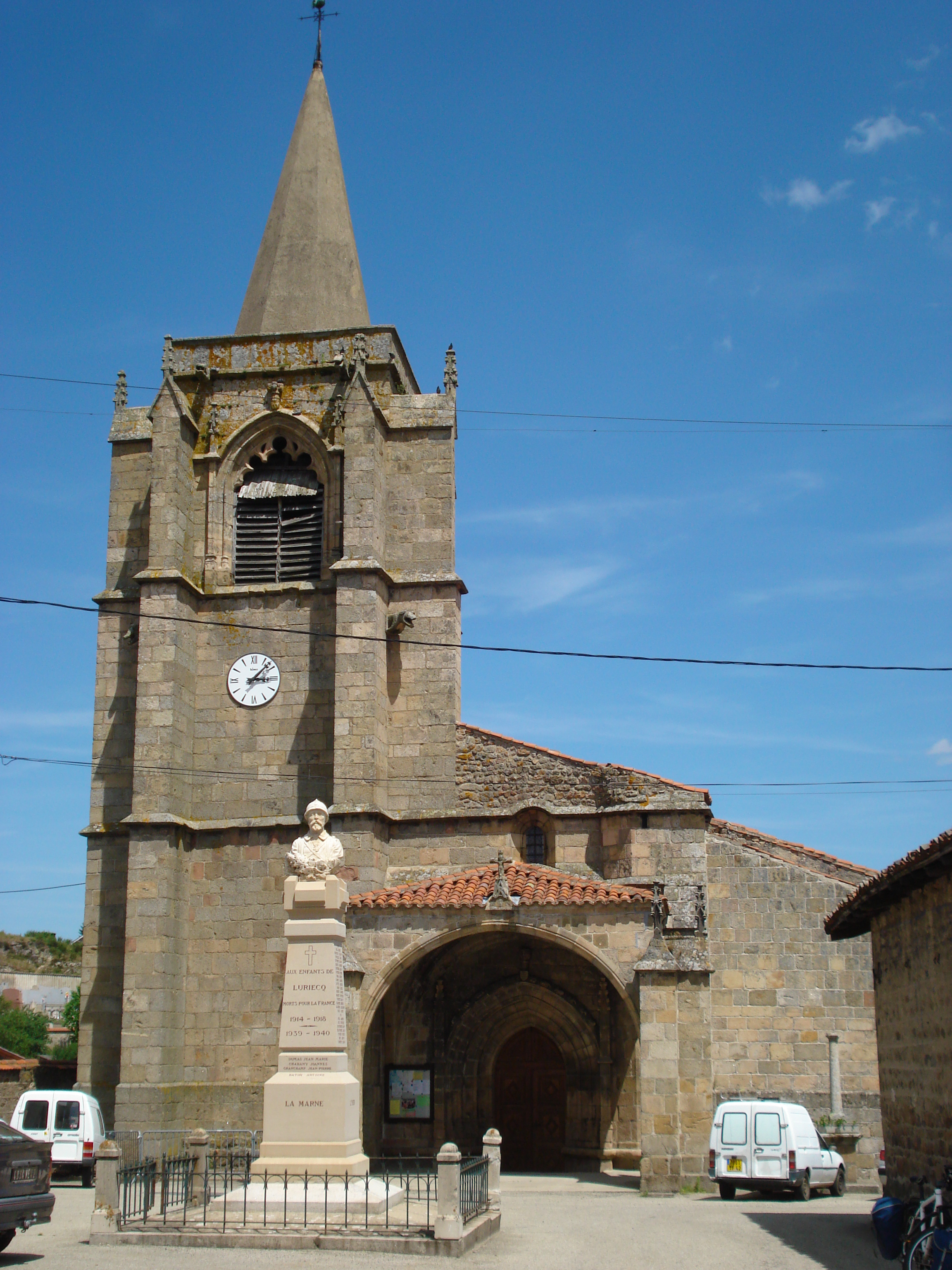
Kirche Saint-Irénée